# Норде, Сони
Со́ни Норде́ (фр. Sony Nordé; род. 27 июля 1989, Гранд-Анс) — гаитянский футболист, полузащитник клуба «Малакка Юнайтед» и сборной Гаити.

## Клубная карьера
В 2005 году Норде, находясь в составе молодёжной сборной Гаити на турнире в Аргентине, был замечен представителями местного клуба «Бока Хуниорс» и вскоре вошёл в состав молодёжной команды этого клуба. В сезоне 2009/2010 полузащитник отправился в аренду в мексиканский «Сан-Луис», но так и не сыграл за основную команду — он играл только в молодёжной команде клуба до 20 лет, за которую забил 8 голов в 18 играх. Вернувшись в «Боку», он так и не смог пробиться в основной состав и был лишь игроком резервной команды аргентинского клуба.
В начале 2012 года Норде перешёл в клуб второго дивизиона Мексики «Альтамира». Он дебютировал в лиге 7 января 2012 года, проиграв «Несе» со счётом 1:2, а первый гол был забит 16 января того же года в матче против «Лобос БУАП» (1:3). После этого Сони решил эмигрировать в Азию, чтобы играть в Лиге Бангладеш, которую он выиграл два раза подряд: с клубами «Шейх Руссел» в сезоне 2012/2013 и «Шейх Джамал» в сезоне 2013/2014. В рамках своего второго сезона в Бангладеш он был признан лучшим игроком чемпионата.
После этого в середине 2014 года Норде стал игроком индийского клуба «Мохун Баган». По итогам сезона гаитянец забил 9 голов и стал лучшим ассистентом чемпионата Индии, отдав 13 голевых передач и сыграв важнейшую роль в завоевании первого в истории клуба чемпионства. 15 июля 2015 года перешёл на правах аренды в клуб Индийской суперлиги «Мумбаи Сити». Сезон 2015 года клуб провёл неудачно, финишировав на 6 месте, однако Норде был одним из лучших игроков клуба, забив 3 гола и отдав 3 голевые передачи. По возвращении из аренды полузащитник забил 5 голов в 11 играх и помог своему клубу занять 2 место по итогам сезона, за что был признан лучшим игроком чемпионата. После этого 14 июня 2016 года Норде вернулся в «Мумбаи Сити» на полгода на правах аренды. В этом сезоне он реже выходил на поле в стартовом составе и забил 1 гол, а его клуб выиграл регулярный чемпионат, но вылетел в полуфинале плей-офф от АТК. В следующем сезоне Норде снова был одним из лучших игроков сезона, отличившись забитыми мячами трижды в 15 матчах. В январе 2018 года он расторг контракт с «Мохун Баганом» из-за тяжёлой травмы правого колена. 11 октября того же года снова подписал контракт с клубом. Норде забил 5 голов в новом сезоне, однако не получил предложения о продлении контракта.
16 июля 2019 года Норде перешёл в азербайджанский клуб «Зиря». 31 августа гаитянец забил свой первый гол за клуб, сравняв счёт в матче против «Сабаха» (1:1). 11 января 2020 года контракт Норде с клубом был расторгнут по соглашению сторон. Несколько дней спустя он подписал контракт с малайзийским клубом «Малакка Юнайтед».

## Карьера в сборной
Норде дебютировал в составе национальной сборной Гаити 17 октября 2007 года в товарищеском матче против Коста-Рики (1:1). 4 декабря 2008 года футболист отметился первым забитым мячом за сборную в матче против Антигуа и Барбуды (1:1) в рамках Карибского кубка. В то время он также принял участие в трёх матчах отборочного турнира чемпионата мира 2010 года, на который его команда не прошла. После этого вызывался на отборочные матчи Карибского кубка 2010 года, где он участвовал во всех трёх матчах и забил в матче против Сент-Винсента и Гренадин (3:1). В дальнейшем он принял участие ещё в двух отборочных турнирах на чемпионат мира 2014 (1 матч) и 2018 года (4 матча).
В 2015 году Норде был включён в заявку сборной на Золотой кубок КОНКАКАФ в США, в рамках которого дважды появился на поле: в матче группового этапа против США (0:1) и четвертьфинале против Ямайки (0:1). В следующем году он был вызван в сборную на Кубок Америки, где вышел в стартовом составе в матче против Эквадора (0:4).

## Статистика

### Клубная
| Выступление          | Выступление         | Выступление      | Лига | Лига | Кубки | Кубки | Континент. | Континент. | Итого | Итого |
| Клуб                 | Лига                | Сезон            | Игры | Голы | Игры  | Голы  | Игры       | Голы       | Игры  | Голы  |
| -------------------- | ------------------- | ---------------- | ---- | ---- | ----- | ----- | ---------- | ---------- | ----- | ----- |
| Мохун Баган          | Ай-лига             | 2014/2015        | 19   | 9    | 7     | 2     | 0          | 0          | 26    | 11    |
| Мохун Баган          | Ай-лига             | 2015/2016        | 11   | 5    | 4     | 3     | 5          | 3          | 20    | 11    |
| Мохун Баган          | Ай-лига             | 2016/2017        | 15   | 3    | 5     | 2     | 4          | 3          | 24    | 8     |
| Мохун Баган          | Ай-лига             | 2017/2018        | 4    | 2    | 0     | 0     | 0          | 0          | 4     | 2     |
| Мохун Баган          | Ай-лига             | 2018/2019        | 14   | 5    | 0     | 0     | 0          | 0          | 14    | 5     |
| Мохун Баган          | Итого               | Итого            | 63   | 24   | 16    | 7     | 9          | 6          | 88    | 37    |
| Мумбаи Сити (аренда) | Индийская суперлига | 2015             | 12   | 3    | 0     | 0     | 0          | 0          | 12    | 3     |
| Мумбаи Сити (аренда) | Индийская суперлига | 2016             | 11   | 1    | 0     | 0     | 0          | 0          | 11    | 1     |
| Мумбаи Сити (аренда) | Итого               | Итого            | 23   | 4    | 0     | 0     | 0          | 0          | 23    | 4     |
| Зиря                 | Премьер-лига        | 2019/2020        | 11   | 1    | 0     | 0     | 0          | 0          | 11    | 1     |
| Зиря                 | Итого               | Итого            | 11   | 1    | 0     | 0     | 0          | 0          | 11    | 1     |
| Малакка Юнайтед      | Суперлига Малайзии  | 2020             | 11   | 2    | 1     | 0     | 0          | 0          | 12    | 2     |
| Малакка Юнайтед      | Суперлига Малайзии  | 2021             | 12   | 1    | 0     | 0     | 0          | 0          | 12    | 1     |
| Малакка Юнайтед      | Итого               | Итого            | 23   | 3    | 1     | 0     | 0          | 0          | 24    | 3     |
| Всего за карьеру     | Всего за карьеру    | Всего за карьеру | 120  | 32   | 17    | 7     | 9          | 6          | 146   | 45    |

### Голы за сборную
| Голы Норде за сборную | Голы Норде за сборную | Голы Норде за сборную            | Голы Норде за сборную | Голы Норде за сборную | Голы Норде за сборную       | Голы Норде за сборную |
|                       | Дата                  | Соперник                         | Счёт                  | Результат             | Соревнование                |                       |
| --------------------- | --------------------- | -------------------------------- | --------------------- | --------------------- | --------------------------- | --------------------- |
| 1.                    | 4 декабря 2008        | Нидерландские Антильские острова | 1:0                   | 1:1                   | Карибский кубок 2008        |                       |
| 2.                    | 4 ноября 2010         | Сент-Винсент и Гренадины         | 0:1                   | 1:3                   | Отбор Карибского кубка 2010 |                       |

## Достижения

### Клубные
Шейх Руссел
- Лига Бангладеш: 2012/2013

Шейх Джамал
- Лига Бангладеш: 2013/2014
- Обладатель Кубка Бангладеш[англ.]: 2013

Мохун Баган
- Чемпион Индии: 2014/2015.
- Обладатель Кубка Федерации[англ.]: 2015/2016

### Индивидуальные
- Лучший игрок сезона чемпионата Индии: 2016